# Episodi di Jane the Virgin (prima stagione)
La prima stagione della serie televisiva Jane The Virgin è andata in onda negli Stati Uniti dal 13 ottobre 2014 all'11 maggio 2015 sul network The CW.
In Italia, la stagione è stata interamente pubblicata sul servizio on demand Netflix il 21 dicembre 2015.
La stagione è stata trasmessa in prima visione gratuita su Rai 2 dal 23 giugno al 28 luglio 2016.
| n° | Titolo originale   | Titolo italiano   | Prima TV USA     | Pubblicazione Italia | Prima TV Italia |
| -- | ------------------ | ----------------- | ---------------- | -------------------- | --------------- |
| 1  | Chapter One        | Capitolo 1: Pilot | 13 ottobre 2014  | 21 dicembre 2015     | 23 giugno 2016  |
| 2  | Chapter Two        | Capitolo 2        | 20 ottobre 2014  | 21 dicembre 2015     | 23 giugno 2016  |
| 3  | Chapter Three      | Capitolo 3        | 27 ottobre 2014  | 21 dicembre 2015     | 23 giugno 2016  |
| 4  | Chapter Four       | Capitolo 4        | 3 novembre 2014  | 21 dicembre 2015     | 29 giugno 2016  |
| 5  | Chapter Five       | Capitolo 5        | 10 novembre 2014 | 21 dicembre 2015     | 29 giugno 2016  |
| 6  | Chapter Six        | Capitolo 6        | 17 novembre 2014 | 21 dicembre 2015     | 29 giugno 2016  |
| 7  | Chapter Seven      | Capitolo 7        | 24 novembre 2014 | 21 dicembre 2015     | 30 giugno 2016  |
| 8  | Chapter Eight      | Capitolo 8        | 8 dicembre 2014  | 21 dicembre 2015     | 30 giugno 2016  |
| 9  | Chapter Nine       | Capitolo 9        | 15 dicembre 2014 | 21 dicembre 2015     | 30 giugno 2016  |
| 10 | Chapter Ten        | Capitolo 10       | 19 gennaio 2015  | 21 dicembre 2015     | 7 luglio 2016   |
| 11 | Chapter Eleven     | Capitolo 11       | 26 gennaio 2015  | 21 dicembre 2015     | 7 luglio 2016   |
| 12 | Chapter Twelve     | Capitolo 12       | 2 febbraio 2015  | 21 dicembre 2015     | 7 luglio 2016   |
| 13 | Chapter Thirteen   | Capitolo 13       | 9 febbraio 2015  | 21 dicembre 2015     | 14 luglio 2016  |
| 14 | Chapter Fourteen   | Capitolo 14       | 16 febbraio 2015 | 21 dicembre 2015     | 14 luglio 2016  |
| 15 | Chapter Fifteen    | Capitolo 15       | 9 marzo 2015     | 21 dicembre 2015     | 14 luglio 2016  |
| 16 | Chapter Sixteen    | Capitolo 16       | 16 marzo 2015    | 21 dicembre 2015     | 21 luglio 2016  |
| 17 | Chapter Seventeen  | Capitolo 17       | 6 aprile 2015    | 21 dicembre 2015     | 21 luglio 2016  |
| 18 | Chapter Eighteen   | Capitolo 18       | 13 aprile 2015   | 21 dicembre 2015     | 21 luglio 2016  |
| 19 | Chapter Nineteen   | Capitolo 19       | 20 aprile 2015   | 21 dicembre 2015     | 28 luglio 2016  |
| 20 | Chapter Twenty     | Capitolo 20       | 27 aprile 2015   | 21 dicembre 2015     | 28 luglio 2016  |
| 21 | Chapter Twenty-One | Capitolo 21       | 4 maggio 2015    | 21 dicembre 2015     | 28 luglio 2016  |
| 22 | Chapter Twenty-Two | Capitolo 22       | 11 maggio 2015   | 21 dicembre 2015     | 28 luglio 2016  |